# Les Voyages de Corentin
Les Voyages de Corentin est une série télévisée d'animation franco-belge en 26 épisodes de 26 minutes, adaptée de la bande dessinée Corentin de Paul Cuvelier et diffusée à partir du 6 septembre 1993 sur Canal+ puis sur France 3.
La propriété de la série est passée à Disney en 2001 lorsque Disney a acquis Fox Kids Worldwide, qui comprend également Saban Entertainment. Mais la série n'est pas disponible sur Disney+,,.

## Synopsis
Cette série met en scène, Corentin Feldoë un jeune marin du XVIIIe siècle qui s'embarque clandestinement pour les Indes.

## Voix françaises
- Maël Davan-Soulas : Corentin
- Alexandra Garijo : Marie
- Dorothée Pousséo : Shabana
- Hervé Rey : Kim
- Raoul Delfosse : Capitaine Destouches (commandant de la Destinée)
- Jean-François Kopf : Gueule en Biais, Professeur Fornachon
- Jacques Ferrière : Trois Doigts
- Vincent Violette : Loïc, Driss
- Jacques Ciron : Professeur Allendron
- Jean-Luc Kayser : Prince de Rochenoire
- Maaïke Jansen : Mlle Gisèle
- Roger Carel : voix additionnelles
- Gérard Surugue : voix additionnelles
- Henri Labussière : voix additionnelles
- Martine Irzenski : voix additionnelles
- Michel Vigné : voix additionnelles
- Luc Bernard : voix additionnelles
- Jackie Berger : voix additionnelles

## Épisodes
1. Le départ de la destinée
2. Danger à Messine
3. Méfiez-vous de Zeus
4. Prisonniers au Caire
5. Les naufragés
6. Le vaisseau fantôme
7. Le volcan
8. Le combat contre la montagne
9. Le marché aux esclaves
10. Les pilleurs de tombes
11. La plantation
12. L'enfant d'or
13. Les esclaves aux chaînes d'or
14. La confrérie de l'étoile brillante
15. Les naufrageurs
16. La malédiction
17. Aux mains de l'ennemi
18. La créature sauvage
19. Les amis disparus
20. Instant de joie
21. Les armes de Goa
22. L'invitation
23. Le cimetière des éléphants
24. L'île de la pluie d'or
25. Adieu, mes chers amis
26. Le combat final